# Переверзев, Алексей Петрович
Алексе́й Петро́вич Переве́рзев (20 июля 1949, Баку, Азербайджанская ССР, СССР) — советский легкоатлет, выступавший в прыжках в длину. Участник летних Олимпийских игр 1976 года, двукратный чемпион СССР в помещении 1974 и 1975 годов, серебряный призёр чемпионата СССР в помещении 1976 года, бронзовый призёр чемпионата СССР в помещении 1978 года, двукратный бронзовый призёр чемпионатов СССР 1975 и 1977 годов.

## Биография
Алексей Переверзев родился 20 июля 1949 года в городе Баку (сейчас в Азербайджане).
Выступал в легкоатлетических соревнованиях за московский «Буревестник». В 1974—1975 годах дважды был чемпионом СССР в помещении, серебряным призёром в 1976 году, бронзовым призёром в 1978 году. В 1975 и 1977 годах дважды выигрывал бронзовые медали чемпионата СССР.
В 1975 году завоевал бронзовую медаль на летней Универсиаде в Риме.
В 1976 году вошёл в состав сборной СССР на летних Олимпийских играх в Монреале. В квалификации прыжков в длину показал 11-й результат — 7,78 метра. В финале выбыл после трёх попыток, заняв 10-е место с результатом 7,66 и уступив 1,69 метра победителю — Арни Робинсону из США.
Четырежды участвовал в чемпионатах Европы в помещении. В 1974 году занял 12-е место, в 1975 году не сделал ни одной результативной попытки, в 1976 году стал 5-м, в 1977 году — 12-м.

## Личные рекорды
- Прыжки в длину — 8,21 (22 мая 1976, Киев)[3]
- Прыжки в длину (в помещении) — 8,00 (19 февраля 1975, Ленинград)[3]